# سیاهرگ غده جنسی
سیاهرگ غدد جنسی یا ورید گنادال (به انگلیسی: gonadal vein) در پزشکی، رگ های خونی هستند که خون را از غدد جنسی (بیضه ها، تخمدان‌ها) به سمت قلب حمل می‌کنند. این سیاهرگ ها شامل:

در زنان: سیاهرگ تخمدانی

در مردان: سیاهرگ بیضه
سیاهرگ غده جنسی چپ به سیاهرگ کلیه چپ تخلیه می‌شود در حالی که تخلیه سیاهرگ غده جنسی راست به طور مستقیم به بزرگ‌سیاهرگ زیرین رخ می دهد.